# Stipa alpina
Stipa alpina är en gräsart som först beskrevs av Johann Anton Schmidt, och fick sitt nu gällande namn av Vsevolod Alexeevič Petrov. Stipa alpina ingår i släktet fjädergrässläktet, och familjen gräs. Inga underarter finns listade i Catalogue of Life.